# Gnophos furvata
Gnophos furvata là một loài bướm đêm trong họ Geometridae.